# Marcellin d'Embrun
Marcellin d'Embrun, aussi connu sous le nom de Marcellin de Gaule fut le premier évêque d'Embrun de 363 à 374, année de sa mort. Il était d'origine berbère,. Il est fêté par l'Église catholique le 20 avril en tant que saint. 

## Biographie
Marcellin, Vincent de Digne et Domnin arrivèrent à Rome avec les évêques d'Afrique du Nord qui venaient, en 313, au concile  convoqué par le pape Miltiade pour délibérer à propos des donatistes. Après avoir reçu leur mission du pape, ils se dirigèrent vers Nice, où ils ne débarquèrent, dit-on, qu'après avoir pris conseil des évêques réunis en concile à Arles, en 314. Ils prêchèrent l'Évangile aux habitants du versant italien des Alpes, depuis les rivages de la mer jusqu'à Verceil, où Eusèbe fut choisi comme évêque et où ils se séparèrent.
Marcellin et ses deux disciples se dirigèrent ensuite vers les Alpes et ils arrivèrent à Embrun. Dans les premiers temps du christianisme, les principaux missionnaires des régions qu'ils évangélisaient en devenaient les premiers évêques. Marcellin devint le premier d'Embrun ; Domnin et Vincent, les deux premiers de Digne.
Selon les annales, il est ordonné par les évêques Eusèbe de Verceil et Émilien de Valence, vers 360,.
Au cours du Xe siècle, Libéral, archevêque d'Embrun, fuyant les incursions sarrasines, déplaça les reliques du saint à l'abbaye de Chanteuges avant de se réfugier à Brive, en Limousin.